# Касије Хереја
Касије Хереја (лат. Cassius Chaerea, погубљен 41. године) је био преторијански официр који је био један од вођа завере која је резултовала успешним атентатом на римског цара Калигулу 24. јануара 41. године.
Касије Хереја је почео каријеру као обичан војник тако да ништа не знамо о његовом пореклу. У војној служби се истакао и служећи римског војсковођу Германика догурао је до чина центуриона, заповедника центурије тј одељења легионара од сто људи. Учествовао је у Германиковим походима против Германа источно од реке Рајне од 14. до 16. године. Током ратова са варварима Хереја је рањен у пределу гениталија што је оставило трајне последице на његов сексуални живот. Поред тога, судећи по историчару Јосифу Флавију и биографу Светонију, глас му је постао тањи, а покрети феминизирани.
Није познато када је и како Касије Хереја постао члан преторијанске гарде. Могуће је да је као легијски центурион позван да се придружи гарди којој су увек били потребни војници очврсли у борбама. У време цара Калигуле, Германиковог сина, Хереја је био један од трибуна гарде тј заповедник једне од девет кохорти. Однос са царем, кога је Касије Хереја познавао можда од малих ногу, био је далеко од идиличног. Због феминизаране појаве, официр је био стална мета Калигулиног изругивања. Кад год би Хереја био на дужности, цар је гардистима издавао лозинке Пријап (римски бог плодности, обично приказиван са предимензионираном ерекцијом) или Венера (римска богиња љубави, у жаргону реч којом је означаван евнух). Поред тога, када год је Хереја требало да пољуби царев прстен, у тада уобичајном ритуалу симболичног потврђивања оданости, Калигула би му пружао руку са подигнутим средњим прстом. Разлози за овакво царево понашање према Касију Хереји постали су, по Јосифу, познати читавом Риму.
Понижени Касије Хереје је убрзо почео да кује заверу против цара. У то време Калигула је својим неуравнотеженим наступима у јавности окренуо против себе и сенат и коњанички сталеж. Три завере су већ пропале захваљујући акцијама преторијанаца, али сада су се гардисти нашли на челу завере. Касије Хереје је око себе окупио још двојицу преторијанаца, али су о трочланој завери били обавештени и сенатори и други припадници аристократије. Хереје је, по Јосифу, био наклоњен републикански настројеним члановима сената.
Када је Калигула 24. јануара 41. године кренуо да обиђе хор младића који је требало да учествују у играма у част дивинизираног Августа, Хереја и његови људи су били у царевој пратњи. По једној од верзија догађаја које је забележио Светоније, Калигула је издао још једну лозинку Хереји који је одговорио речима: "Онда, нека буде тако !" и потом забио оштрицу у изненађеног цара. Калигула је после првог ударца завапио за помоћ што је подстакло атентаторе да на њега навале свом снагом. На царевом телу наводно је било укупно 30 рана. Атентатори су затим убили и Калигулину супругу Цезонију и његову двогодишњу ћеркицу Јулију Друзилу у жељи да потпуно затру царску породицу.
Након првобитног шока, сенат се окупио и покушао да прогласи републику. Међутим, већина преторијанаца, као и римска светина, су били против тога. Преторијанци су у царској палати нашли Калигулиног стрица Клаудија и извикали га за цара. По захтеву грађана Рима Клаудије је морао да казни починиоце убиства његовог претходника. Касије Хереја и неколико његових сарадника су осуђени на смрт. Херејина последња жеља била је да буде погубљен истим оружјем којим је убио цара, што је Клаудије затим и одобрио.